# Marc Streitenfeld
Marc Streitenfeld (Monaco di Baviera, 24 ottobre 1974) è un compositore tedesco, noto principalmente per le sue colonne sonore frutto di collaborazioni con il regista Ridley Scott.

## Biografia
Nato a Monaco, Streitenfeld si è trasferito a Los Angeles all'età di 19 anni, lavorando prima come assistente di Hans Zimmer per le musiche di Hannibal, poi come supervisore e film editor per vari importanti blockbuster (Black Hawk Down - Black Hawk abbattuto, Il gladiatore, Le crociate - Kingdom of Heaven, Tristano e Isotta).
A richiesta di Ridley Scott, Streitenfeld ha musicato la commedia sentimentale Un'ottima annata - A Good Year, originando un importante sodalizio con il regista inglese che ha dato vita a molti lavori importanti come American Gangster (per cui è stato nominato, nel 2007, per il BAFTA alla miglior colonna sonora) e Prometheus (2012), controverso prequel di Alien (1979).
Sempre per Scott, ha realizzato le musiche del reboot delle avventure di Robin Hood (2010) e il thriller spionistico Nessuna verità (2009). È autore delle colonne sonore di The Grey, con Liam Neeson, e del remake di Poltergeist di Tobe Hooper.
Dal 2007 al 2012, Streitenfeld ha avuto una relazione con l'attrice franco-americana Julie Delpy, dalla quale ha avuto il figlio Leo nel 2009.

## Filmografia parziale
- Contatto finale (Final Approach), regia di Armand Mastroianni – film TV (2007)